# ویوینت اسمارت هوم آرنا
ویوینت اسمارت هوم آرنا (انگلیسی: Vivint Smart Home Arena) یک سالن ورزشی سرپوشیده در سالت‌لیک‌سیتی، ایالات متحده آمریکا است و ورزشگاه خانگی تیم یوتا جاز در اتحادیه ملی بسکتبال آمریکا (NBA) می‌باشد.
این سالن که در سال ۱۹۹۱ تأسیس شده برای مسابقات بسکتبال، هاکی روی یخ و کنسرت‌های موسیقی مورد استفاده قرار می‌گیرد.

## نگارخانه

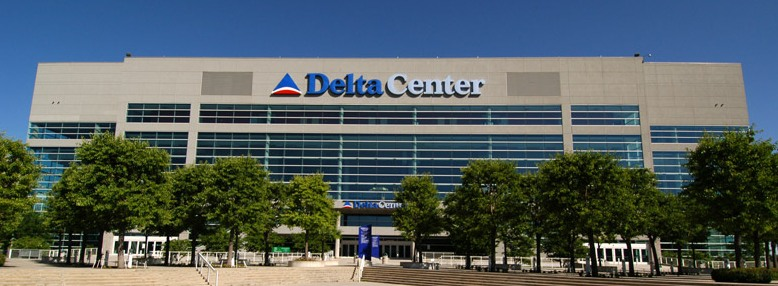
سالن با تابلو نام سابق
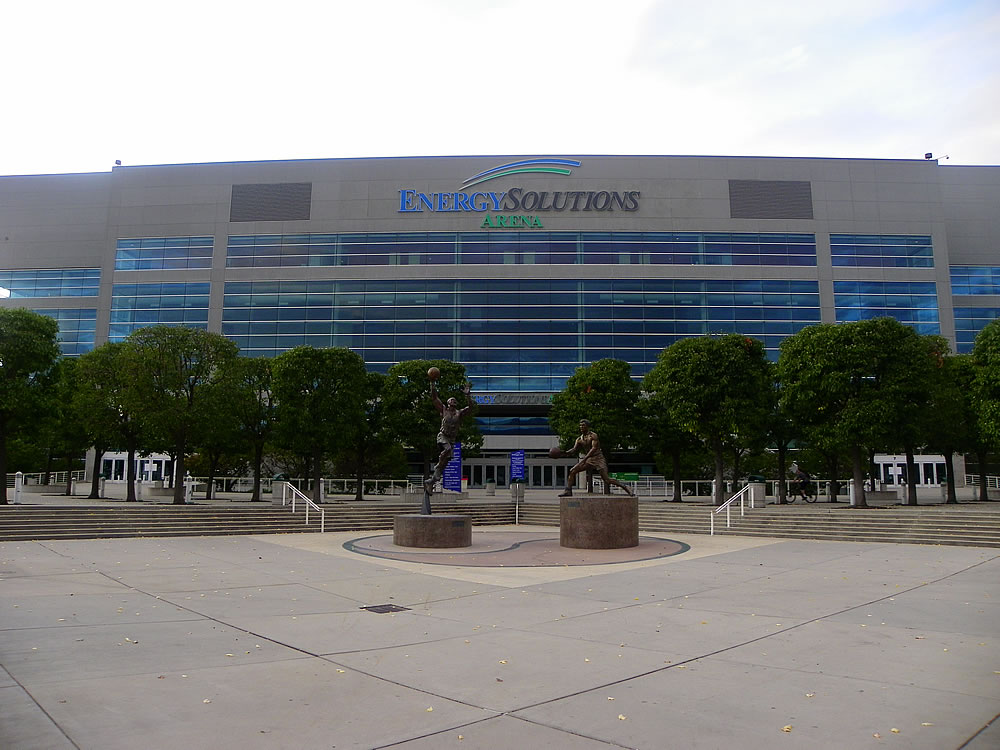
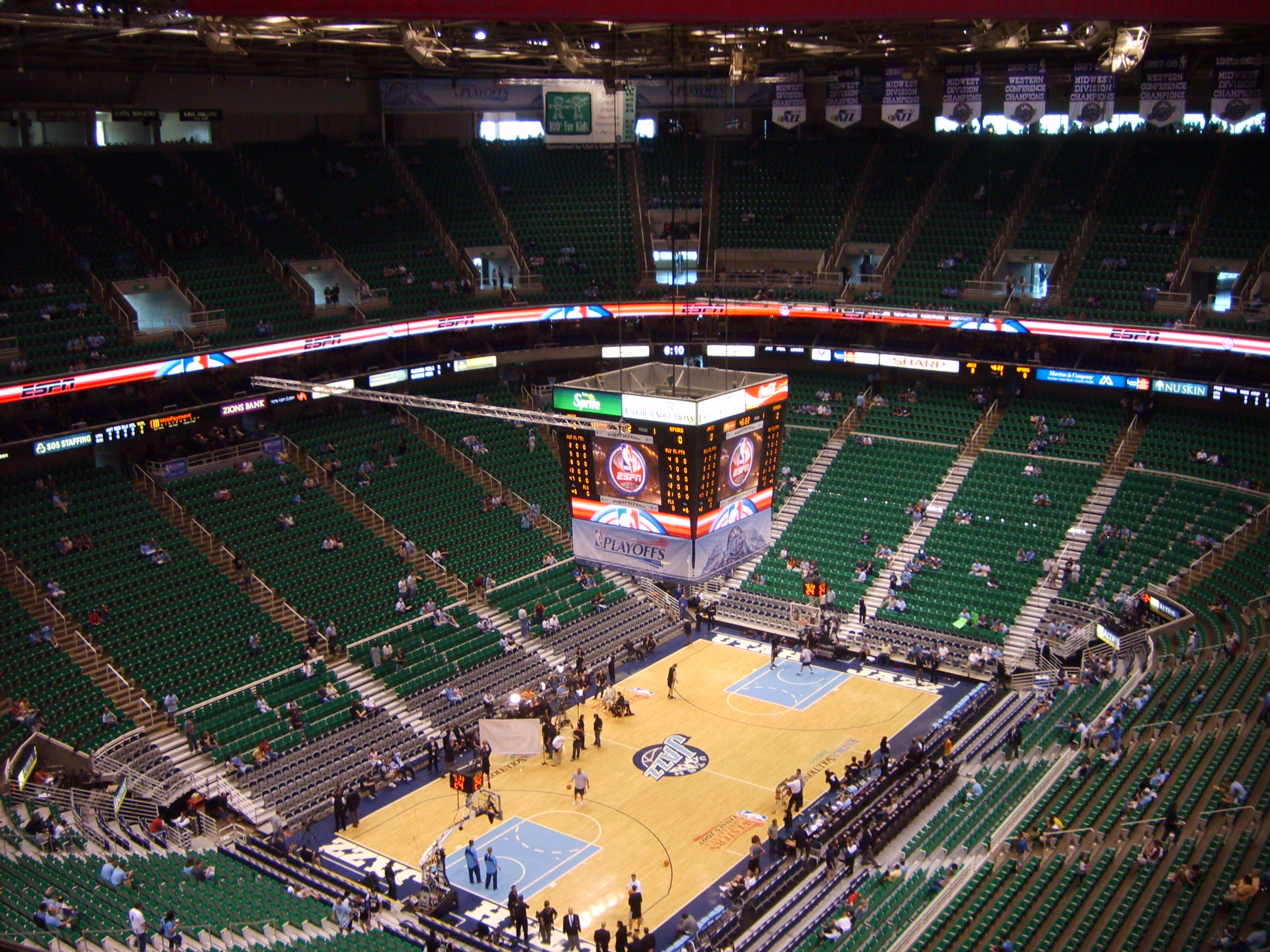